# Zaamslag
Zaamslag (51° 19′ N, 3° 55′ L) é uma cidade dos Países Baixos, na província de Zelândia. Zaamslag pertence ao município de Terneuzen, e está situada a 28 km sudeste de Flessingue.
Em 2015, a cidade de Zaamslag tinha 2845 habitantes. A área urbana da cidade é de 0.52 km², e tem 823 residências.
A área de Zaamslag, que também inclui as partes periféricas da cidade, bem como a zona rural circundante, tem uma população estimada em 2920 habitantes.